# 日本魚類学会
日本魚類学会（にほんぎょるいがっかい、The Ichthyological Society of Japan）は、魚類に関する研究の進歩と理解の普及を目的とした学会である。1968年4月3日に設立。会員数は団体会員を含めて約1300名。
日本列島を魚の形に見立てたシンボルをロゴマークとしている。

## 活動
主な活動は、会誌の発行、研究発表会やシンポジウムの開催などである。
- 日本各地でさまざま団体や個人によって行われる魚類の放流について、「生物多様性の保全をめざした魚類の放流ガイドライン」を策定し、生物多様性の観点から魚類の放流を実施するうえでの指針を公表している[3]。
- 魚類に限らず生物種にはしばしば差別的表現を含んだ標準和名がつけられているが、日本魚類学会に設置されている標準和名検討委員会では「メクラ」、「オシ」、「バカ」、「テナシ」、「アシナシ」、「セムシ」、「イザリ」、「セッパリ」、「ミツクチ」の9つの差別的な表現を含む魚類の標準和名の改名を進めている[4]。

## 歴代会長
- 岡田弥一郎 1968/4/3－1969/12/31
- 阿部宗明 1970/1/1－1972/4/1
- 石山礼蔵 1972/4/1－1974/3/31
- 黒沼勝造 1974/4/1－1976/3/31
- 中村守純 1976/4/1－1978/3/31
- 阿部宗明 1978/4/1－1980/3/31
- 石山礼蔵 1980/4/1－1982/3/31
- 中村守純 1982/4/1－1984/3/31
- 上野輝弥 1984/4/1－1986/3/31
- 岩井保 1986/4/1－1988/3/31
- 上野輝弥 1988/4/1－1990/3/31
- 落合明 1990/4/1－1992/3/31
- 岩井保 1992/4/1－1994/3/31
- 沖山宗雄 1994/4/1－1995/12/31
- 尼岡邦夫 1996/1/1－1997/12/31
- 沖山宗雄 1998/1/1－1999/12/31
- 尼岡邦夫 2000/1/1－2001/12/31
- 松浦啓一 2002/1/1－2003/12/31
- 西田睦 2004/1/1－2005/12/31
- 松浦啓一 2006/1/1－2007/12/31
- 西田睦 2008/1/1－2009/12/31
- 後藤晃 2010/1/1－2011/12/31
- 木村清志 2012/1/1－2013/12/31
- 矢部衞 2014/1/1－2015/12/31
- 桑村哲生 2016/1/1－2017/9/18
- 細谷和海 2017/9/19－2019/9/23
- 篠原現人 2019/9/24－2021/9/20
- 瀬能宏 2021/9/21－

## 出版物
会誌
- 『魚類学雑誌』
- Ichthyological Research